# Caiapônia
Caiapônia é um município brasileiro, do interior do estado de Goiás. Pertence à Mesorregião do Sul Goiano e Microrregião do Sudoeste de Goiás, distando 318km de Goiânia. Sua população estimada em 2020 pelo Instituto Brasileiro de Geografia e Estatística (IBGE) era de 19.107 habitantes, possuindo uma área de 8.635,129 km², sendo o 3º maior de Goiás.

## História
A região era primitivamente habitada pelos índios Caiapós, nos fins do século XVIII quando foi devastada por grandes levas de mineiros, equipados com escravos e rebanhos bovinos e equinos. Nessa época deu-se a fundação de vários povoados, entre eles a Vila do Divino Espírito Santo das Torres do Rio Bonito, por membros das famílias Vilela, Neri e Goulart. 
Com a inauguração da primeira igreja, em louvor ao Divino Espírito Santo, em 1845, surgiram as primeiras edificações; e em 1850 o povoado já apresentava expressivo desenvolvimento. Diante dessa evolução, o povoado passou à categoria de distrito, em 5 de novembro de 1855, pela Resolução Provincial nº 1, ficando pertencendo a Rio Verde.
A emancipação de Torres do Rio Bonito deu-se em 29 de julho de 1873, pela Resolução Provincial nº 508, dando-se a instalação oficial do município em 7 de janeiro de 1874.
Na divisão administrativa de 1911, o município aparece com o nome de Rio Bonito, topônimo alterado definitivamente pelo Decreto-Lei nº 8305, de 31 de dezembro de 1943, para Caiapônia, lembrando os primitivos habitantes da região, os Caiapós.

## Economia
Tem uma importante fonte de recursos na pecuária, sendo o município detentor do 3° maior rebanho bovino do Estado com 415.000 cabeças. É atualmente o 7° produtor de Soja do Estado com mais de 100.000 hectares plantados, o 9° maior produtor de Milho Safrinha com aproximadamente  50.000 hectares, alem de Feijão, Sorgo, Algodão, Abacaxi, Melância e outras culturas agrícolas. Atualmente é tido como o Município com o maior potêncial de crescimento Agrícola e Turistico do Estado de Goiás. Através das suas belezas naturais como o 'Morro do Gigante Adormecido" e também as suas belas cachoeiras. 

## Turismo
O município é conhecido pelas inúmeras cachoeiras, como exemplo a Cachoeira de São Domingos, Cachoeira da Jalapa, Cachoeira da Samambaia, Cachoeira do Sereno, Cachoeira da Abóbora, Cachoeira do Rio Verdão, Cachoeira do Rio Bonito, Cachoeira da Santa Márcia, Cachoeira do Pântano, entre muitas outras.
Outra atração turística são os morros, como o Morro do Gigante e Morro do Peão tendo também inúmeras serras. No centro urbano a maior atração é o Lago dos Buritis, onde se realiza boa parte das festas da cidade, como o Carnaval do Zé Pereira, Festa de Maio (Barraquinhas), além de outras atrações turísticas.
É um município centenário, chegando inclusive a ser linha de rota da Fundação Brasil Central. Seu patrimônio histórico entretanto, foi quase que totalmente destruído, não restando quase nada das antigas edificações do lugar.

## Religião e Devoção a Nossa Senhora do Montserrat
Caiapônia é uma cidade com uma cultura religiosa bem marcante, sua população de maioria Católica, que tem Nossa Senhora do Montserrat como padroeira da cidade cuja data é comemorada no dia 15 de agosto, a devoção chegou a esta cidade na época que se chamava Rio Bonito (em 1913) através do Padre espanhol José Senabre Sanromán, ele todos os dias rezava uma missa em louvor à santa e o povo Rio Bonitense se apaixonou por Nossa Senhora com o título de Montserrat e sonhavam em adquirir uma imagem dela para ser colocada na capela. Foi quando a zeladora da igreja, conhecida por Maria do Júlio, perguntou ao padre por que ele não encomendava uma réplica da imagem da Virgem de Montserrat. Ele disse que achava difícil, pois ela teria de vir da Europa e não ficava barato, mas dona Maria se prontificou em conseguir o dinheiro para a compra da imagem e o padre José Senabre se convenceu. O povo de Rio Bonito ficou eufórico com a noticia e ajudar o padre com suas doações. Com o dinheiro adquirido ele encomendou a imagem que veio da Espanha até o Rio de Janeiro de navio, de Santos para São Paulo de trem de ferro, de São Paulo para Uberaba de carro, de Uberaba/MG para Itumbiara/GO, naquela época Santa Rita do Parnaíba, de cargueiro e até Rio Bonito de carro de boi. Viajando durante mais de três meses e assim no dia 25 de dezembro de 1913, festividade do Natal, deu-se um dos fatos mais importantes da história de Caiapônia, a chegada da bela e artística imagem da Senhora de Montserrat.
Em agosto de 2017, a imagem que veio da Espanha em 1913, foi restaurada por Hildebrando Cândido Vilela Filho para alegria e devoção dos fiéis deste município. A imagem da santa está depositada no altar mor da Matriz do Divino Espírito Santo em Caiapônia.